# Gamma Cephei
« Errai » redirige ici.  Pour l'ancien hebdomadaire tunisien, voir Erraï.
Désignations
Gamma Cephei (γ Cep / γ Cephei) est une étoile binaire de la constellation de Cephée. Elle porte également le nom officiel Errai, également orthographié traditionnellement Alrai (voire Er Rai). Sa magnitude apparente est de 3,21. D'après la mesure de sa parallaxe annuelle par le satellite Gaia, le système est situé à environ ∼ 45 a.l. (∼ 13,8 pc) de la Terre. Il se rapproche du Système solaire à une vitesse radiale de −43,7 km/s.

## Désignations
Gamma Cephei est la désignation de Bayer de l'étoile qui est aussi connue par sa désignation de Flamsteed, 35 Cephei (35 Cep).
Son nom traditionnel Errai (ou Alrai) provient de l'arabe الراعي (ar-rā‘ī) qui signifie « le Berger ». De manière ambigüe, l'étoile β Ophiuchi est également parfois appelée Alrai, mais est plus connue sous le nom de Cebalrai ou Kelb Alrai, signifiant « le chien de berger ».
Errai est le nom officialisé par l'Union Astronomique Internationale le 15 décembre 2015.

## Système hiérarchisé
Gamma Cephei est un système hiérarchisé dont l'objet primaire est l'étoile Gamma Cephei Aa et les deux objets secondaires connus sont la planète circumprimaire Gamma Cephei Ab et l'étoile Gamma Cephei B qui forme, avec Gamma Cephei Aa, une étoile binaire spectroscopique désignée par le nom long du système global, Gamma Cephei (AB).

### Gamma Cephei A

#### Gamma Cephei Aa
Gamma Cephei Aa est une géante ou sous-géante orange de type K. Elle est âgée d'environ 3,25 milliards d'années et a évolué hors de la séquence principale, ayant épuisé toutes les réserves en hydrogène de son noyau. 
Le spectre de l'étoile a été utilisé comme l'un des points d'ancrages à partir duquel les autres étoiles sont classées. Elle a été répertoriée comme une étoile standard pour le type spectral K1 IV en 1943, 1953 et 1973, Cependant, en 1989, le catalogue Perkins la donne comme un standard pour le type K1 III-IV. Son spectre est notable pour la force de ses bandes du radical cyano (CN). Une analyse plus récente de son spectre en 2018 lui fait plutôt correspondre un type spectral de K1 III.
Gamma Cephei Aa est une variable suspectée avec une luminosité qui a été observée varier entre les magnitudes 3,18 et 3,24.

#### Gamma Cephei Ab
La présence d'une exoplanète Gamma Cephei Ab en orbite autour de Gamma Cephei A fut fortement soupçonnée par une équipe canadienne comprenant Bruce Campbell, Gordon Walker et Stephenson Yang en 1988. Son existence fut aussi annoncée par Anthony Lawton et P. Wright en 1989.
Elle aurait été la première planète extrasolaire confirmée, et avait été repérée avec la technique de la vitesse radiale utilisée plus tard avec succès par d'autres équipes. Cependant, la revendication fut retirée en 1992 à cause de la qualité insuffisante des données pour confirmer la découverte. Mais en 2002, la preuve de l'existence de la planète fut considérablement renforcée par les nouvelles mesures faites par Artie Hatzes et ses collaborateurs à l'observatoire McDonald. Elle a été baptisée Tadmor en 2015 par l'IAU à la suite des propositions et du vote des internautes.

### Gamma Cephei B
Gamma Cephei B est la composante secondaire de l'étoile binaire spectroscopique Gamma Cephei AB. Elle est environ 41 % aussi massive que le Soleil et c'est probablement une naine rouge de type spectral M4 V, 6,2 magnitudes plus faible que la primaire. Son orbite reste à préciser : elle parcourt une orbite relativement excentrique (excentricité de 0,41) avec un demi-grand axe de 1,47 seconde d'arc sur une période d'environ 68 ans.

## Étoile polaire
Gamma Cephei est l'étoile visible à l'œil nu qui remplacera α Ursae Minoris comme étoile polaire nord de la Terre, à cause de la précession des équinoxes. Alrai deviendra plus proche du pôle nord céleste que α Ursae Minoris autour de l'an 3000, et sera à son point le plus proche aux environs de l'an 4000. Puis, ce « titre » passera à ι Cephei aux environs de l'an 5200.